# 艾力克斯·羅素
亞歷山大·安德魯·羅素（英語：Alexander Andrew Russell，1987年12月11日—）是一名澳大利亞男演員和導演。他因出演電影《超能失控》（2012年）和《相信我》（2014年）而為人熟知。2017年起，羅素在CBS犯罪動作劇集《反恐特警組》中飾演吉姆·史崔特（Jim Street）。

## 早年生活
羅素出生於布里斯本，並在昆士蘭州洛坎普頓長大。他是外科醫生安德魯·羅素（Andrew Russell）和護士弗朗西絲·羅素（Frances Russell）的兒子。他有一個弟弟多明尼克（Dominic）和一個妹妹喬吉安娜（Georgiana）。他於2004年完成洛坎普頓文法學校的學業，之後就讀於雪梨的國家戲劇藝術學院。

## 職業生涯
羅素在2010年的電影《荒廢青春》中首次亮相。2011年，他出演兩部短片《The Best Man》和《Halloween Knight》。他還導演了一部短片，名為《Love and Dating in L.A.》，並在國王電視網的「Peoples Showcase: Horror Edition」中發表。
2012年，羅素出演喬許·特蘭克的尋獲佚失科幻電影《超能失控》，該片在口碑和商業上都獲得了成功。一年後，他在金伯莉·皮爾斯重拍史蒂芬·金的《魔女嘉莉》中飾演比利·諾蘭（Billy Nolan），此角色原型為約翰·屈伏塔。2014 年，他主演了獨立電影《相信我》。
在2012年客串《反恐也瘋狂》電視首秀五年後，羅素加入了2017年重啟的1975年劇集《反恐特警組》的主要演員陣容，飾演原來由羅伯特·烏里奇扮演的吉姆·史崔特警官。

## 影視作品

### 電影
| 年份 | 標題                        | 角色                        | 備註     |
| ---- | --------------------------- | --------------------------- | -------- |
| 2010 | 《荒廢青春》                | Zack                        |          |
| 2010 | 《Almost Kings》            | Hass                        |          |
| 2012 | 《超能失控》                | 麥特·蓋瑞提（Matt Garetty） |          |
| 2012 | 《》                        | Ryan                        |          |
| 2013 | 《》                        | Seeker Burns                |          |
| 2013 | 《魔女嘉莉》                | 比利·諾蘭                   |          |
| 2013 | 《Love and Dating in L.A.》 |                             | 短篇電影 |
| 2014 | 《相信我》                  | Sam Atwell                  |          |
| 2014 | 《斬蛇》                    | Sparra Farrell              |          |
| 2014 | 《》                        | Pete Zamperini              |          |
| 2015 | 《Prisoner of War》         | Bo                          |          |
| 2016 | 《戈德斯通》                | Josh                        |          |
| 2016 | 《Blood in the Water》      | Percy                       |          |
| 2017 | 《》                        | Andrew Ashcraft             |          |
| 2017 | 《逃出亞馬遜》              | 凱文·蓋爾（Kevin Gale）     |          |
| 2017 | 《Rabbit》                  | Ralph                       |          |
| 2018 | 《不再見安打》              | Dustin                      |          |

### 電視
| 年份      | 標題           | 角色                      | 備註                    |
| --------- | -------------- | ------------------------- | ----------------------- |
| 2012      | 《反恐也瘋狂》 | Stewie Mears              | 集數：「16 Hop Street」 |
| 2015      | 《Galyntine》  | Roman                     | 電視電影                |
| 2017—2024 | 《反恐特警組》 | 吉姆·史崔特（Jim Street） | 主要角色；兼導演        |

## 外部連結
- 艾力克斯·羅素在互联网电影资料库（IMDb）上的資料（英文）
- 艾力克斯·羅素的Instagram帳戶
- 艾力克斯·羅素的X（前Twitter）